# Robert Byron
Robert Byron (Wembley, Middlesex, 26 de fevereiro de 1905 - largo do Cabo Wrath, na Escócia, 24 de fevereiro de 1941) foi um escritor de viagens britânico, mais conhecido pelo seu livro de viagens A Estrada para Oxiana (no original The Road to Oxiana). Foi também um notável escritor, crítico de arte e historiador.

## Biografia
Byron nasceu em 1905 e estudou em Eton e na Faculdade Merton, Oxford, de onde foi expulso pelo seu comportamento hedonista e rebelde. Ficou mais conhecido em Oxford pela sua imitação da rainha Vitória. Morreu em 1941, durante a Segunda Guerra Mundial, quando o navio em que viajava foi torpedeado por um U-Boat ao largo de Cape Wrath, na Escócia, a caminho do Egito.
Byron viajou por sítios diversos, Monte Atos, Índia, União Soviética e Tibete No entanto, foi na Pérsia e no Afeganistão que encontrou o assunto à volta do qual forjou o seu estilo de escrita de viagens, que se materializou em The Road to Oxiana, que escreveu em Pequim, onde então morava.
Contudo, Byron, com os seus livros de viagens, não teve grande sucesso, tendo sido ultrapassado por escritores como Peter Fleming e Evelyn Waugh.

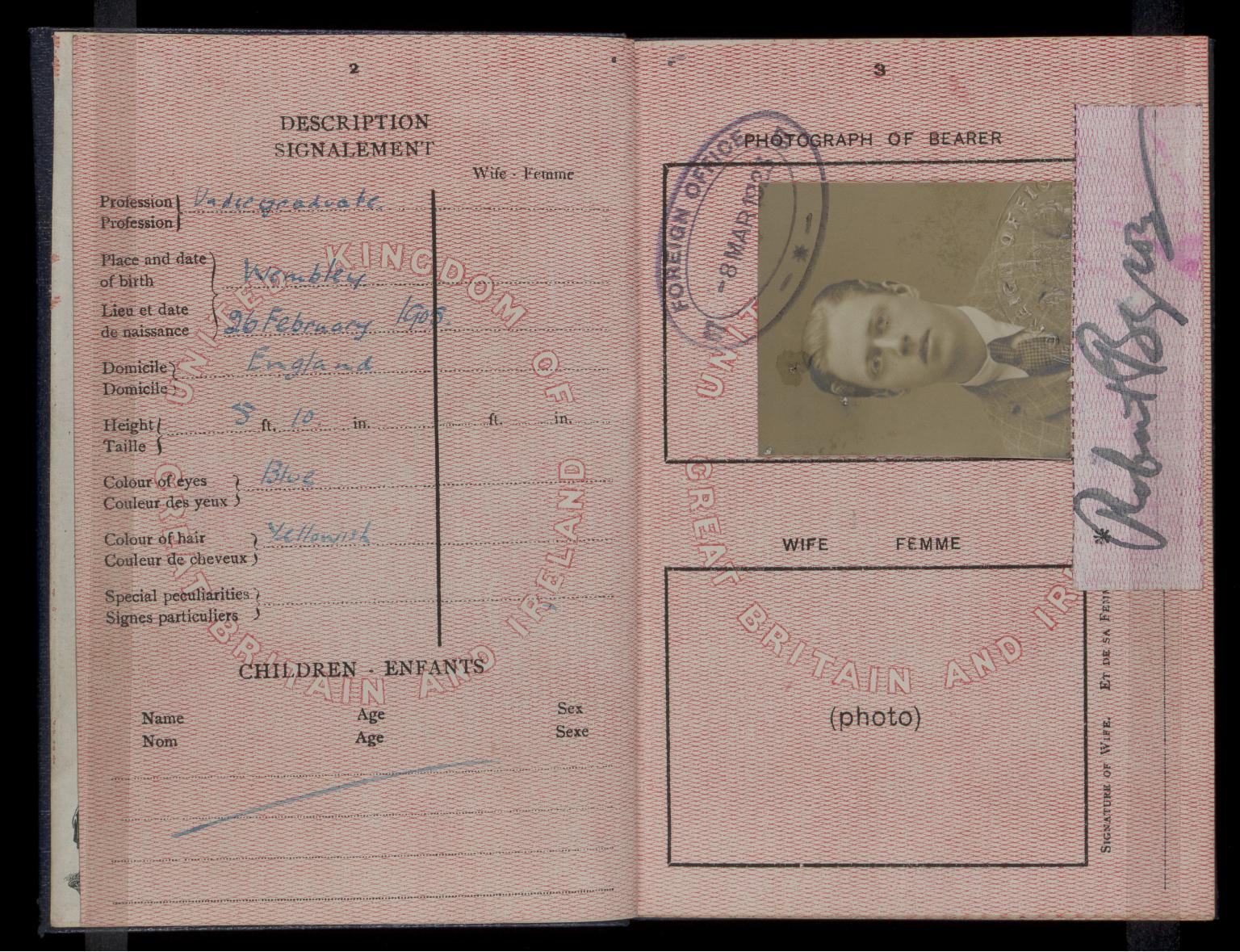
Passaporte britânico Robert Byron emitido em 1923

Um dos pontos fortes da escrita de Byron é a apreciação da arquitectura e Byron era um defensor vigoroso da preservação dos edifícios históricos, tendo sido membro fundador do Grupo Georgiano. Um filo-heleno, foi um dos pioneiros do reavivar do interesse pela História Bizantina e foi apelidado de "um dos primeiros e mais brilhantes filo-helenos do século XX."
Byron participou no último Comício de Nuremberga, em 1938, com a simpatizante nazi Unity Mitford, que Byron conheceu por ser amigo da sua irmã Nancy Mitford, mas foi sempre um opositor declarado do nazismo.
A grande paixão de Robert, embora não retribuída, foi por Desmond Parsons, irmão mais novo do 6 º conde de Rosse, que era considerado como um dos homens mais magnéticos da sua geração. Viveram juntos em Pequim, em 1934, onde Desmond desenvolveu a doença de Hodgkin, de que morreu em Zurique, em 1937, quando tinha apenas vinte e seis anos de idade. Robert ficou totalmente devastado.
Robert morreu aos 35 anos de idade, em 1941, quando o seu navio, o SS Jonathan Holt, foi torpedeado pelo U-97, um submarino alemão tipo VIIC, no Atlântico Norte. O seu corpo nunca foi encontrado.
O Príncipe Charles declamou a poesia de Byron All These I Learnt na BBC Radio 4 no Dia Nacional da Poesia, 5 de outubro de 2006.
Em fevereiro de 2012, o seu livro "Europe in the Looking Glass" foi serializado pelo programa BBC Radio Book of the Week. O programa incluiu passagens detalhadas sobre a Alemanha e uma descrição do êxodo de refugiados 1922 gregos e dos massacres que se seguiram ao Grande Incêndio de Esmirna.

## Leitura complementar
- Fussell, Paul. (1982). Abroad: British Literary Traveling Between the Wars. Oxford, OUP. ISBN 0-19-503068-0.
- Knox, James (2003). Robert Byron: A Biography . London, John Murray. ISBN 0-7195-4841-1.

## Arquivos literários
- Robert Byron Papers. General Collection, Beinecke Rare Book and Manuscript Library. Yale University.